# Ranspach-le-Bas
Ranspach-le-Bas je občina v departmaju Haut-Rhin francoske regije Alzacija.
Leta 1990 je v občini živelo 596 oseb oz. 135 oseb/km².